# Operación atómica
Una operación atómica es una operación en la que un procesador puede simultáneamente leer una ubicación y escribirla en la misma operación del bus. Esto previene que cualquier otro procesador o dispositivo de E/S escriba o lea la memoria hasta que la operación se haya completado.
El término atómico implica la indivisibilidad e irreductibilidad del proceso, ya que este debe realizarse en su totalidad o en caso de ser interrumpido poder deshacer sus acciones de modo que fuese como si no se hubiese realizado acción alguna.